# Lợn trắng Chester
Lợn trắng Chester (Tiếng Anh:Chester White) là một giống lợn nhà có nguồn gốc ở Chester County, Pennsylvania. Giống lợn này trước đây được gọi là Lợn trắng Chester County.

## Lịch sử
Lợn trắng Chester lần đầu tiên được phát triển vào khoảng giai đoạn từ năm 1815 đến 1818, sử dụng các giống lợn trắng lớn, phổ biến ở Đông Bắc Hoa Kỳ và một con lợn trắng được nhập từ John Russell, Công tước của Bedford, quận Bedfordshire, Anh, được gọi là giống Lợn Woburn Jefferies Liverpool, Anh

## Hiện hành
Hiệp hội lợn được chứng nhận Pedigreed (CPS) được thành lập năm 1997, kết hợp các hồ sơ của Lợn trắng Chester, Lợn Ba Lan Trung Quốc và Lợn Spotted, thành một tổ chức trung tâm với các tổ chức nhà nước của các bang đóng vai trò thành viên.
Lợn trắng Chester là một giống linh hoạt phù hợp với cả chăn nuôi chuyên canh và thâm canh. Mặc dù không phổ biến như Lợn Duroc, Lợn Yorkshire, hay Lợn Hampshire, Lợn trắng Chester được sử dụng tích cực trong các hoạt động lai tạo thương mại với mục đích sản xuất thịt lợn. Lợn trắng Chester là loại giống màu trắng phát triển tốt nhất; nó có thể tăng trọng lượng nhiều đến £ 1,36 (0,62 kg) trong một ngày và đạt được 1 pound (0,45 kg) cho mỗi £ 3 (1,4 kg) cám nó được cho ăn. Do có màu nhạt khiến Lợn trắng Chester dễ bị cháy nắng; chúng phải được đem đến nơi bóng râm vào mùa hè.